# Décorations et médailles du Service fédéral de sécurité de la fédération de Russie
Le Service fédéral de sécurité de la fédération de Russie (FSB) (russe : Федеральная служба безопасности Российской Федерации) est la principale agence de sécurité nationale de la fédération de Russie qui succéda au KGB de l'URSS. Ses principales responsabilités sont le contre-espionnage, la sécurité intérieure et des frontières, la lutte contre le terrorisme et la surveillance. Tout comme les autres ministères et organismes fédéraux, le FSB possède son propre système de récompenses départementales subordonnées aux récompenses d'État. Toutes les décorations et médailles mentionnées ici-bas furent approuvées par arrêté du chef du FSB. Les numéros et dates de ces arrêtés départementaux apparaissent dans cet article aux fins de références rapides dans le but de faciliter toute recherche supplémentaire. Les décorations et médailles avec plus d’un numéro d’arrêté signifient des amendements ultérieurs aux critères.

## Service fédéral de sécurité

### Médailles
| Avers | Nom (français/russe) | Arrêté départemental                | Date                                                                                               | Critères d'attribution |
| ----- | --- | ----------------------------------- | -------------------------------------------------------------------------------------------------- | --- |
|       | Médaille "Pour mérites dans le contre-espionnage" Медаль «За заслуги в контрразведке»                                                  | № 513 - № 413 - № 415               | 29-07-2004 ---------- 27-08-2010 ---------- 21-07-2014                                             | L'existence de cette décoration fut confirmée, mais l’arrêté départemental ne fut pas encore trouvé et est possiblement non publié à ce jour vu la nature secrète du FSB. |
|       | Médaille "Pour mérites dans la lutte contre le terrorisme" Медаль «За заслуги в борьбе с терроризмом»                                  | № 46 - № 413 - № 415                | 31-01-2005 ---------- 27-08-2010 ---------- 21-07-2014                                             | L'existence de cette décoration fut confirmée, mais l’arrêté départemental ne fut pas encore trouvé et est possiblement non publié à ce jour vu la nature secrète du FSB. |
|       | Médaille "Pour mérites dans la sauvegarde de la sécurité économique" Медаль «За заслуги в обеспечении экономической безопасности»      | № 48 - № 413 - № 415                | 31-01-2005 ---------- 27-08-2010 ---------- 21-07-2014                                             | L'existence de cette décoration fut confirmée, mais l’arrêté départemental ne fut pas encore trouvé et est possiblement non publié à ce jour vu la nature secrète du FSB. |
|       | Médaille "Pour mérites dans le service des renseignements" Медаль «За заслуги в разведке»                                              | № 340 - № 413 - № 415               | 12-05-2004 ---------- 27-08-2010 ---------- 21-07-2014                                             | L'existence de cette décoration fut confirmée, mais l’arrêté départemental ne fut pas encore trouvé et est possiblement non publié à ce jour vu la nature secrète du FSB. |
|       | Médaille "Pour mérites dans des activités frontalières" Медаль «За заслуги в пограничной деятельности»                                 | № 49 - № 413 - № 415                | 31-01-2005 ---------- 27-08-2010 ---------- 21-07-2014                                             | L'existence de cette décoration fut confirmée, mais l’arrêté départemental ne fut pas encore trouvé et est possiblement non publié à ce jour vu la nature secrète du FSB. |
|       | Médaille "Pour mérites à assurer la sécurité de l’information" Медаль «За заслуги в обеспечении информационной безопасности»           | № 288 - № 413 - № 415               | 16-06-2006 ---------- 27-08-2010 ---------- 21-07-2014                                             | L'existence de cette décoration fut confirmée, mais l’arrêté départemental ne fut pas encore trouvé et est possiblement non publié à ce jour vu la nature secrète du FSB. |
|       | Médaille "Pour distinction durant des opérations spéciales" Медаль «За отличие в специальных операциях»                                | № 524 - № 413 - № 415               | 04-10-2001 ---------- 27-08-2010 ---------- 21-07-2014                                             | Décernée au personnel militaire et civil du Service fédéral de sécurité pour des réalisations exceptionnelles et pour distinction dans la planification et l'exécution d’opérations spéciales approuvées du FSB jugées cruciales à la sécurité de la fédération de Russie. Le directeur du FSB de Russie peut attribuer la médaille à d'autres citoyens de la fédération de Russie pour leur promotion active des agences de sécurité de l'État dans la conduite d’opérations spéciales et une participation directe dans ces opérations. La médaille est décernée « avec épées » aux membres des agences de sécurité qui se sont distingués lors de leur participation directe dans une opération spéciale réalisée avec l'utilisation d'armes militaires ou spéciales. La médaille est décernée « sans épées » aux employés des agences de sécurité et aux personnes fournissant une assistance active dans l'organisation et la conduite d’opérations spéciales par les autorités de sécurité de l'État, pour des réalisations exceptionnelles dans le développement d'une opération spéciale; et à ceux qui se sont distingués lors de leur participation directe dans une opération spéciale effectuée sans l'utilisation d'armes militaires ou spéciales. |
|       | Croix "Pour vaillance " Крест «За Храбрость»                                                                                           | № ? - № 413 - № 415                 | 10-2005 ---------- 27-08-2010 ---------- 21-07-2014                                                | L'existence de cette décoration fut confirmée, mais le numéro du décret départemental ne fut pas encore trouvé et est possiblement non publié à ce jour vu la nature secrète du FSB. |
|       | Médaille "Pour valeur" Медаль «За доблесть»                                                                                            | № 437 - № 415                       | 10-09-2010 ---------- 21-07-2014                                                                   | L'existence de cette décoration fut confirmée, mais le numéro du décret départemental ne fut pas encore trouvé et est possiblement non publié à ce jour vu la nature secrète du FSB. |
|       | Médaille "Pour dilligence" Медаль «За усердие»                                                                                         | № 159 - № 415                       | 20-04-2011 ---------- 21-07-2014                                                                   | L'existence de cette décoration fut confirmée, mais le numéro du décret départemental ne fut pas encore trouvé et est possiblement non publié à ce jour vu la nature secrète du FSB. |
|       | Médaille "Pour distinction dans le contre-espionnage" Медаль «За отличие в контрразведке»                                              | № ? - № 413 - № 415                 | ? ---------- 27-08-2010 ---------- 21-07-2014                                                      | L'existence de cette décoration fut confirmée, mais le numéro du décret départemental ne fut pas encore trouvé et est possiblement non publié à ce jour vu la nature secrète du FSB. |
|       | Médaille "Pour distinction dans le service des renseignements " Медаль «За отличие в разведке»                                         | № ? - № 413 - № 415                 | 05-2004 ---------- 27-08-2010 ---------- 21-07-2014                                                | L'existence de cette décoration fut confirmée, mais le numéro du décret départemental ne fut pas encore trouvé et est possiblement non publié à ce jour vu la nature secrète du FSB. |
|       | Médaille "Pour distinction dans la lutte contre le terrorisme" Медаль «За отличие в борьбе с терроризмом»                              | № ? - № 413 - № 415                 | ? ---------- 27-08-2010 ---------- 21-07-2014                                                      | L'existence de cette décoration fut confirmée, mais le numéro du décret départemental ne fut pas encore trouvé et est possiblement non publié à ce jour vu la nature secrète du FSB. |
|       | Médaille "Pour distinction dans la sauvegarde de la sécurité économique " Медаль «За отличие в обеспечении экономической безопасности» | № ? - № 413 - № 415                 | ? ---------- 27-08-2010 ---------- 21-07-2014                                                      | L'existence de cette décoration fut confirmée, mais le numéro du décret départemental ne fut pas encore trouvé et est possiblement non publié à ce jour vu la nature secrète du FSB. |
|       | Médaille "Pour distinction dans des activités frontalières " Медаль «За отличие в пограничной деятельности»                            | № ? - № 413 - № 415                 | ? ---------- 27-08-2010 ---------- 21-07-2014                                                      | L'existence de cette décoration fut confirmée, mais le numéro du décret départemental ne fut pas encore trouvé et est possiblement non publié à ce jour vu la nature secrète du FSB. |
|       | Médaille "Pour distinction à assurer la sécurité de l’information" Медаль «За отличие в обеспечении информационной безопасности»       | № ? - № 413 - № 415                 | 06-2006 ---------- 27-08-2010 ---------- 21-07-2014                                                | L'existence de cette décoration fut confirmée, mais le numéro du décret départemental ne fut pas encore trouvé et est possiblement non publié à ce jour vu la nature secrète du FSB. |
|       | Médaille "Pour participation dans des opérations antiterroristes" Медаль «За Участие В Контртеррористической Операции»                 | № 522 - № 413 - № 415               | 04-10-2001 ---------- 27-08-2010 ---------- 21-07-2014                                             | Décernée aux forces militaires et de sécurité fédérale pour une participation ou un soutien durant des opérations antiterroristes. Pour l'exécution loyale de leurs fonctions durant des opérations anti-terroristes sur le territoire du Caucase du Nord pour une période d’au moins sept mois; quelle que soit la durée du temps d'implication personnelle dans des opérations anti-terroristes si particulièrement méritoire dans ces opérations. Le directeur du FSB peut décerner la médaille à d'autres citoyens qui ont activement porté assistance aux autorités dans la conduite d’opérations anti-terroristes. |
|       | Medal "Pour distinction au travail" Медаль «За отличие в труде»                                                                        | № ? - № 413 - № 415                 | 09-2006 ---------- 27-08-2010 ---------- 21-07-2014                                                | L'existence de cette décoration fut confirmée, mais le numéro du décret départemental ne fut pas encore trouvé et est possiblement non publié à ce jour vu la nature secrète du FSB. |
|       | Médaille "Pour le renforcement de la coopération militaire" Медаль «За Боевое Содружество»                                             | № 521 - № 413 - № 415               | 04-10-2001 ---------- 27-08-2010 ---------- 21-07-2014                                             | Décerné au personnel militaire et civil des unités du Service fédéral de sécurité de Russie, aux autres citoyens de la fédération de Russie et aux ressortissants étrangers, pour des efforts visant à renforcer la coopération militaire, pour une coopération efficace dans des activités des forces de l'ordre et militaires visant à renforcer la sécurité de la fédération de Russie. Plus précisément, elle est décernée aux membres d’organismes de sécurité pour leurs mérites personnel dans le renforcement de la coopération entre les unités militaires, les agences du maintien de l’ordre et les unités de service spéciales de la fédération de Russie et d’États étrangers; pour une participation directe conjointement avec des organismes chargés du maintien de l’ordre et les services spéciaux d’États étrangers aux recherches opérationnelles réussies et aux autres activités menées à l'étranger visant à renforcer la sécurité de la fédération de Russie ; aux fonctionnaires d'autres organes fédéraux du pouvoir exécutif reconnus en tant que service militaire, aux officiers chargés du maintien de l’ordre: pour une importante contribution à la réalisation de résultats positifs obtenus dans le cadre d'activités conjointes avec les organes de sécurité de l'État; pour une action proactive qui a abouti au succès d'une opération spéciale menée par des organismes de sécurité; pour une contribution significative à l'organisation, à la coordination et à la coopération avec les autorités de sécurité de l'État; pour d'autres services dans le renforcement de la coopération militaire avec les autorités de sécurité de l'État; à d'autres citoyens de la fédération de Russie : pour la promotion active des agences de sécurité dans leur mission d'assurer la sécurité de la fédération de Russie : pour d'autres services dans le renforcement de la coopération militaire avec les autorités de sécurité de l'État; aux ressortissants étrangers (avec le consentement du Directeur du Service fédéral de sécurité de Russie) pour des recherches opérationnelles et autres activités conjointement avec les autorités de sécurité de l'État dans le but de renforcer la sécurité de la fédération de Russie ; pour d'autres services dans le renforcement de la coopération militaire avec les agences de sécurité d'État.                                |
|       | Médaille "Pour service militaire distingué" de 1re classe Медаль «За Отличие В Военной Службе» I степени                               | № 269 - № 413 - № 415               | 16-06-1997 ---------- 27-08-2010 ---------- 21-07-2014                                             | Décernée au personnel du Service fédéral de sécurité de la fédération de Russie pour 20 années de bons services. |
|       | Médaille "Pour service militaire distingué" de 2e classe Медаль «За Отличие В Военной Службе» II степени                               | № 269 - № 413 - № 415               | 16-06-1997 ---------- 27-08-2010 ---------- 21-07-2014                                             | Décernée au personnel du Service fédéral de sécurité de la fédération de Russie pour 15 années de bons services. |
|       | Médaille "Pour service militaire distingué" de 3e classe Медаль «За Отличие В Военной Службе» III степени                              | № 269 - № 413 - № 415               | 16-06-1997 ---------- 27-08-2010 ---------- 21-07-2014                                             | Décernée au personnel du Service fédéral de sécurité de la fédération de Russie pour 10 années de bons services. |
|       | Médaille "Pour interaction avec le FSB de Russie" Медаль «За взаимодействие с ФСБ России»                                              | № 277 - № 642 - № ? - № 413 - № 415 | 16-05-2001 ---------- 07-12-2001 ---------- 14-11-2002 ---------- 27-08-2010 ---------- 21-07-2014 | Décernée au personnel militaire et civil des unités du Service fédéral de sécurité de la Russie, à d'autres citoyens de la fédération de Russie et aux ressortissants étrangers, pour leurs efforts visant à renforcer la coopération militaire, pour une coopération efficace dans le maintien de l’ordre et des activités militaires visant à renforcer la sécurité de la fédération de Russie. Plus précisément, elle est décernée aux membres des agences de sécurité pour mérite personnel dans le renforcement de la coopération militaire entre les unités militaires, les organismes du maintien de l’ordre et les unités des services spéciaux de la fédération de Russie ou d’états étrangers ; pour une participation directe en collaboration avec les organismes du maintien de l’ordre et d’unités des services spéciaux d’états étrangers dans les recherches opérationnelles réussies et d'autres activités dans les pays étrangers visant à renforcer la sécurité de la fédération de Russie ; aux employés d'autres organes fédéraux du pouvoir exécutif reconnus comme service militaire, aux agents du maintien de l’ordre: pour une contribution significative à la réalisation de résultats positifs obtenus dans le cadre d’activités conjointes avec les organes de sécurité de l'État; pour une action proactive qui a abouti à la réussite d'une opération spéciale menée par les agences de sécurité; pour une contribution significative à l'organisation, la coordination et la coopération avec les autorités de sécurité de l'État; pour d'autres services dans le renforcement de la coopération militaire avec les autorités de sécurité de l'État; aux autres citoyens de la fédération de Russie : pour promouvoir activement les agences de sécurité dans leur mission d'assurer la sécurité de la fédération de Russie ; pour d'autres services dans le renforcement de la coopération militaire avec les autorités de sécurité de l'État; aux ressortissants étrangers (avec le consentement du directeur du Service fédéral de sécurité de la Russie) pour effectuer des recherches opérationnelles et d'autres activités conjointement avec les autorités de sécurité de l'État avec comme but le renforcement de la sécurité de la fédération de Russie ; pour d'autres services dans le renforcement de la coopération militaire avec les agences de sécurité de l'État. |

### Décorations
| Avers | Nom (français/russe)                                                                                                | Arrêté départemental | Date       | Critères d'attribution |
| ----- | --- | -------------------- | ---------- | --- |
|       | Prix du FSB Премия ФСБ                                                                                              | № ?                  | 07-02-2006 | Initialement créé et décerné par le KGB de l'URSS entre 1978 et 1988, ce prix fut ré introduit en 2006 par le FSB de Russie. Il est décerné aux auteurs d'œuvres littéraires et musicales, d'émissions de télévision et de radio, de films, ainsi qu'à des acteurs et des artistes pour la création d'œuvres d'un haut niveau artistique améliorant l'image du Service fédéral de sécurité et pour une couverture objective de leurs activités. |
|       | Décoration "Membre honoré du contre-espionnage" Нагрудный знак «Почетный сотрудник контрразведки»                   | № ?                  | 22-03-1994 | Bien que l’existence de la décoration fut confirmée, l’arrêté ministériel demeure introuvable et n’est possiblement pas encore publié. |
|       | Décoration "Pour service en contre-espionnage " de 1re classe Нагрудный знак «За службу в контрразведке» I Степени  | № 256                | 12-07-1994 | L’arrêté ministériel fut identifié mais ne fut pas trouvé dans son intégralité pour traduction à cet article. |
|       | Décoration "Pour service en contre-espionnage " de 2e classe Нагрудный знак «За службу в контрразведке» II Степени  | № 256                | 12-07-1994 | L’arrêté ministériel fut identifié mais ne fut pas trouvé dans son intégralité pour traduction à cet article. |
|       | Décoration "Pour service en contre-espionnage " de 3e classe Нагрудный знак «За службу в контрразведке» III Степени | № 256                | 12-07-1994 | L’arrêté ministériel fut identifié mais ne fut pas trouvé dans son intégralité pour traduction à cet article. |
|       | Décoration " Pour réalisations scientifiques" Знак отличия «За научные достижения»                                  | № ?                  | 11-2001    | Bien que l’existence de la décoration fut confirmée, l’arrêté ministériel demeure introuvable et n’est possiblement pas encore publié. |
|       | Décoration "Pour l’entraînement de personnel cadre" Знак отличия «За подготовку кадров»                             | № ?                  | 03-2002    | Bien que l’existence de la décoration fut confirmée, l’arrêté ministériel demeure introuvable et n’est possiblement pas encore publié. |
|       | Décoration "Pour la lutte contre le terrorisme" Знак отличия «За борьбу с терроризмом»                              | № ?                  | ?          | Bien que l’existence de la décoration fut confirmée, l’arrêté ministériel demeure introuvable et n’est possiblement pas encore publié. |

## Service des gardes frontaliers du FSB
Le 11 mars 2003, le président russe Vladimir Poutine intègre le Service des gardes frontaliers au Service de sécurité fédéral (FSB).

### Décorations
| Avers | Nom (français/russe)                                                                                        | Arrêté départemental | Date                             | Critères d'attribution |
| ----- | --- | -------------------- | -------------------------------- | --- |
|       | Décoration "Pour mérites" de 1re classe Знак отличия «За Заслуги» I степени                                 | № ? - № ?            | 05-02-1995 ---------- 22-01-2006 | Décernée aux soldats du Service des gardes frontaliers du FSB pour l'organisation habile et une performance sans faille de service dans la protection des frontières de l'État ; pour distinction au cours d’exercices ou de manœuvres. L'arrêté départemental demeure introuvable et est possiblement non publié par décision de la direction du FSB. |
|       | Décoration "Pour mérites" de 2e classe Знак отличия «За Заслуги» II степени                                 | № ? - № ?            | 05-02-1995 ---------- 22-01-2006 | Décernée aux soldats du Service des gardes frontaliers du FSB pour l'organisation habile et une performance sans faille de service dans la protection des frontières de l'État ; pour distinction au cours d’exercices ou de manœuvres. L'arrêté départemental demeure introuvable et est possiblement non publié par décision de la direction du FSB. |
|       | Décoration "Pour service au Caucase" Знак «За службу на Кавказе»                                            | № ? - № ?            | 19-02-1995 ---------- 01-2005    | Décernée aux membres d’unités militaires et civils, d’unités du Service des gardes frontaliers du FSB déployés dans le Caucase du Nord et dans le Caucase, pour distinction dans l'exercice de fonctions militaires avec les taux les plus élevés dans le service et la formation, qui ont fait une contribution concrète à la protection et la défense des frontières de l'État, au renforcement de la discipline du personnel et à l'éducation militaires. L'arrêté départemental demeure introuvable et est possiblement non publié par décision de la direction du FSB.                                                                            |
|       | Décoration "Pour service dans l’Arctique" Знак «За службу в Заполярье»                                      | № ? - № ?            | 01-04-1997 ---------- 01-2005    | Décernée aux membres d’unités militaires et civils, d’unités du Service des gardes frontaliers du FSB déployés dans l’Arctique, pour distinction dans l'exercice de fonctions militaires avec les taux les plus élevés dans le service et la formation, qui ont fait une contribution concrète à la protection et la défense des frontières de l'État, au renforcement de la discipline du personnel et à l'éducation militaires. L'arrêté départemental demeure introuvable et est possiblement non publié par décision de la direction du FSB. |
|       | Décoration "Pour service en Extrême-Orient" Знак «За службу на дальнем востоке»                             | № ? - № ?            | 01-04-1997 ---------- 01-2005    | Décernée aux membres d’unités militaires et civils, d’unités du Service des gardes frontaliers du FSB déployés en Extrême-Orient et sur la côte du Pacifique pour distinction dans l'exercice de fonctions militaires avec les taux les plus élevés dans le service et la formation, qui ont fait une contribution concrète à la protection et la défense des frontières de l'État, au renforcement de la discipline du personnel et à l'éducation militaires. L'arrêté départemental demeure introuvable et est possiblement non publié par décision de la direction du FSB.                                                                          |
|       | Décoration "Excellent garde frontalier" de 1re classe Знак отличия «Отличник Погранслужбы» I степени        | № ?                  | 25-08-2004                       | Retenue du Service frontalier fédéral après 2003 qui l’avait aussi retenue du Service des gardes frontaliers du KGB après 1991. Décernée aux soldats, matelots, sergents et maîtres du service des gardes frontaliers du FSB, ou à d'autres soldats enrôlés d’urgence pour aider le Service des gardes frontaliers du FSB, pour une performance exemplaire de fonctions dans la protection des frontières d'État de la fédération de Russie, pour des actions habiles visant à appréhender les contrevenants des frontières, pour courage, persévérance, endurance, une excellente performance dans la formation au combat, pour discipline militaire. |
|       | Décoration "Excellent garde frontalier " de 2e classe Знак отличия «Отличник Погранслужбы» II степени       | № ?                  | 25-08-2004                       | Retenue du Service frontalier fédéral après 2003 qui l’avait aussi retenue du Service des gardes frontaliers du KGB après 1991. Décernée aux soldats, matelots, sergents et maîtres du service des gardes frontaliers du FSB, ou à d'autres soldats enrôlés d’urgence pour aider le Service des gardes frontaliers du FSB, pour une performance exemplaire de fonctions dans la protection des frontières d'État de la fédération de Russie, pour des actions habiles visant à appréhender les contrevenants des frontières, pour courage, persévérance, endurance, une excellente performance dans la formation au combat, pour discipline militaire. |
|       | Décoration " Excellent garde frontalier " de 3e classe Знак отличия «Отличник Погранслужбы» III степени     | № ?                  | 25-08-2004                       | Retenue du Service frontalier fédéral après 2003 qui l’avait aussi retenue du Service des gardes frontaliers du KGB après 1991. Décernée aux soldats, matelots, sergents et maîtres du service des gardes frontaliers du FSB, ou à d'autres soldats enrôlés d’urgence pour aider le Service des gardes frontaliers du FSB, pour une performance exemplaire de fonctions dans la protection des frontières d'État de la fédération de Russie, pour des actions habiles visant à appréhender les contrevenants des frontières, pour courage, persévérance, endurance, une excellente performance dans la formation au combat, pour discipline militaire. |
|       | Badge " Pour service sur la frontière " 100 patrouilles Нагрудный знак «За пограничную службу» 100 патрулей | № ?                  | ?                                | Retenu du Service fédéral des gardes frontaliers après 2003 sous cette nouvelle forme. Décerné pour 100 patrouilles des frontières de la fédération de Russie. Une patrouille consiste d’au moins deux sorties de quatre heures dans une période de 24 heures. L'arrêté départemental demeure introuvable et est possiblement non publié par décision de la direction du FSB. |
|       | Badge " Pour service sur la frontière " 200 patrouilles Нагрудный знак «За пограничную службу» 200 патрулей | № ?                  | ?                                | Retenu du Service fédéral des gardes frontaliers après 2003 sous cette nouvelle forme. Décerné pour 200 patrouilles des frontières de la fédération de Russie. Une patrouille consiste d’au moins deux sorties de quatre heures dans une période de 24 heures. L'arrêté départemental demeure introuvable et est possiblement non publié par décision de la direction du FSB. |
|       | Badge " Pour service sur la frontière " 300 patrouilles Нагрудный знак «За пограничную службу» 300 патрулей | № ?                  | ?                                | Retenu du Service fédéral des gardes frontaliers après 2003 sous cette nouvelle forme. Décerné pour 300 patrouilles des frontières de la fédération de Russie. Une patrouille consiste d’au moins deux sorties de quatre heures dans une période de 24 heures. L'arrêté départemental demeure introuvable et est possiblement non publié par décision de la direction du FSB. |

## Source
- (en) Cet article est partiellement ou en totalité issu de l’article de Wikipédia en anglais intitulé « Awards of the Federal Security Service of the Russian Federation » (voir la liste des auteurs).